# Бобровка (село, Красноармейский район)
Бобровка — село в Красноармейском районе Саратовской области России, входит в Сплавнухинское муниципальное образование.

## География
Расположено на реке Карамыш в 14 км к северо-западу от Красноармейска и в 60 км к юго-западу от Саратова. Рядом с селом находится одноимённая железнодорожная станция.

## История
Согласно А. А. Минху в первой четверти XVIII века в двух верстах выше современного села стали селиться беглые крестьяне. Спустя 30 лет они переселились на новое место, основав современную Бобровку. В 1770 году на крестьян было распространено крепостное право. Во второй половине XIX века село относилось к Топовской волости Камышинского уезда Саратовской губернии. Крестьяне — великороссы, православные и старообрядцы. После освобождения крестьяне образовали два сельских общества: бывших Певцова и бывших графини Олсуфьевой. Дарственный надел первого общества составил 507,5 десятин удобной земли, второго общества — 213,5 десятин удобной и 43 десятины неудобной земли. Земская школа открыта в 1893 году.
С 1922 по 1941 год село относилось к Бальцерскому кантону Трудовой коммуны, с 1923 года — АССР немцев Поволжья. В составе Красноармейского района — с 1941 года.
До 2015 года — административный центр Бобровского сельского поселения.

## Население
Динамика численности населения по годам:
| 1862 | 1886 | 1891 | 1897 | 1911 | 1926 | 1989   |
| ---- | ---- | ---- | ---- | ---- | ---- | ------ |
| 832  | 1367 | 1540 | 1343 | 1675 | 1919 | ≈ 1100 |

| 2002 | 2010  |
| ---- | ----- |
| 808  | ↗1041 |

## Учреждения села
- МОУ СОШ села Бобровка
- МДОУ «Детский сад села Бобровка»
- Бобровская сельская библиотека
- Бобровский сельский дом культуры